# Big Sky Airlines
Big Sky Airlines war eine amerikanische Regionalfluggesellschaft mit Sitz in Billings, Montana in den Vereinigten Staaten von Amerika, die 1978 bis 2008 aktiv war. Die Fluggesellschaft war eine Tochtergesellschaft der MAIR Holdings Inc., die auch Mesaba Airlines besaß.

## Geschichte
Big Sky begann am 15. September 1978 mit einer Cessna 402 auf der Strecke Billings-Helena-Kalispell zu fliegen. Der Betrieb wurde auf ganz Montana, North Dakota, Idaho und Wyoming ausgeweitet und ersetzte in vielen Märkten die Frontier Airlines (1950). Es wurden Handley-Page Jetstreams erworben, die später durch Metro II ersetzt wurden. Die Fluggesellschaft ging 1988 ein Code-Sharing-Abkommen mit Northwest Airlines ein und erwarb BAe Jetstream 31. Die Fluggesellschaft meldete im folgenden Jahr Insolvenz an und die Jetstreams wurden zurückgegeben. 1989 expandierte Big Sky im Rahmen des Essential Air Service nach Texas, Oklahoma und Arkansas. Metro III und Metro 23 wurden angeschafft, um Metro II zu ersetzen. Einige Jahre später verlor die Fluggesellschaft den Vertrag. Am 1. Dezember 2002 wurde die Fluggesellschaft von Mesaba Holdings übernommen, operierte jedoch getrennt von Mesaba Airlines. Im Jahr 2005 wurden die Metros durch eine Flotte von Beechcraft 1900D ersetzt, die von der Mesa Air Group geleast wurden. Um in lukrativere Märkte vorzudringen, startete das Unternehmen 2007 den Delta Connection-Dienst an der Ostküste, der mehrere Städte mit Boston verband. Zusätzliche Regierungsverträge verbanden eine Handvoll Städte mit Cincinnati. Sieben weitere Beechcraft 1900 sollten von CommuteAir erworben werden. Die neuen Strecken waren nicht rentabel und endeten am 7. Januar 2008.  Der Rest der Fluggesellschaft wurde am 8. März 2008 geschlossen.

## Flotte
Big Sky Airlines verwendete folgende Flugzeugtypen:
- Swearingen Merlin IV/Metro
- Beechcraft 1900
- Cessna 401/402 Utiliner
- Handley-Page HP-137 Jetstream
- BAe Jetstream 31